# Beechcraft
Beechcraft és una marca comercial de Textron Aviation des de 2014. Al principi, era propietat de Beech Aircraft Corporation, un fabricant estatunidenc d'aviació general, aviació comercial, i aeronaus militars, amb models què anàven des de avions lleugers amb un sol motor fins a transports amb dos turbohèlix, jets empresarials i avions d'entrenament militars. Posteriorment, Beech va esdevenir una divisió de Raytheon i després de Hawker Beechcraft abans que fes fallida i Textron es quedés amb tots els seus bens.

## Història

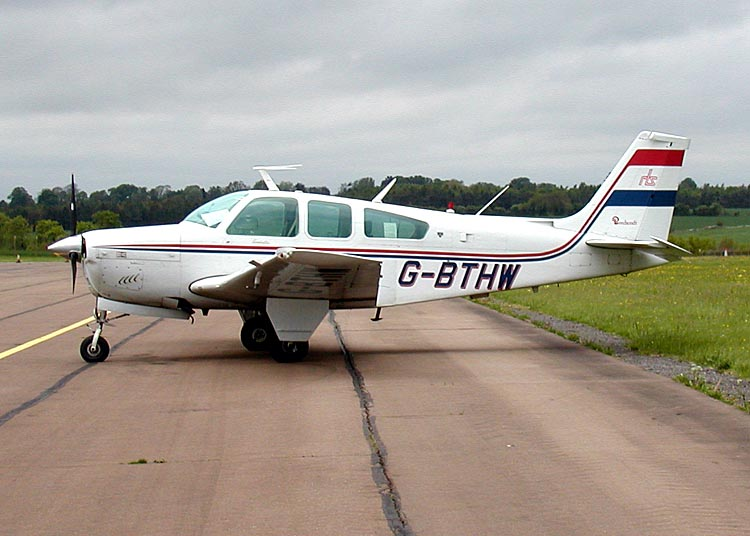
1978 Beechcraft Bonanza F33C

Beech Aircraft Company va ser fundada a Wichita, Kansas, l'any 1932 per Walter Beech. L'empresa va començar les seves operacions a una fàbrica inactiva de Cessna. Amb Ted Wells com a dissenyador, van desenvolupar la primera aeronau sota el segell Beechcraft, la clàssica Beechcraft Model 17 Staggerwing, què va fer el seu primer vol el novembre de 1932. Més de 750 Staggerwings van ser construïts, 270 dels quals van ser fabricats per a les Forces Aèries de l'exèrcit dels Estats Units durant la Segona Guerra Mundial.
Beechcraft No va ser la primera empresa de Beech, anteriorment havia format Travel Air l'any 1924 i els números de disseny què va utilitzar Beechcraft van seguir la seqüència iniciada amb Travel Air, i què també havien continuat a Curtiss-Wright, després que aquesta absorbis Travel Air el 1929. Beech va esdevenir president de la divisió aeronàutica de Curtiss-Wright, però no estaba content de trabar-se tant lluny de la producció i va deixer l'empresa per formar Beechcraft, utilitzant les instal·lacions originals i a molts dels qui havien estat treballant Travel Air. Els models amb números anteriors al 11/11000 van ser construïts per Travel Air, mentre què Curtiss-Wright va construir els CW-12, 14, 15, i 16 així com els models reeixits de Travel Air.

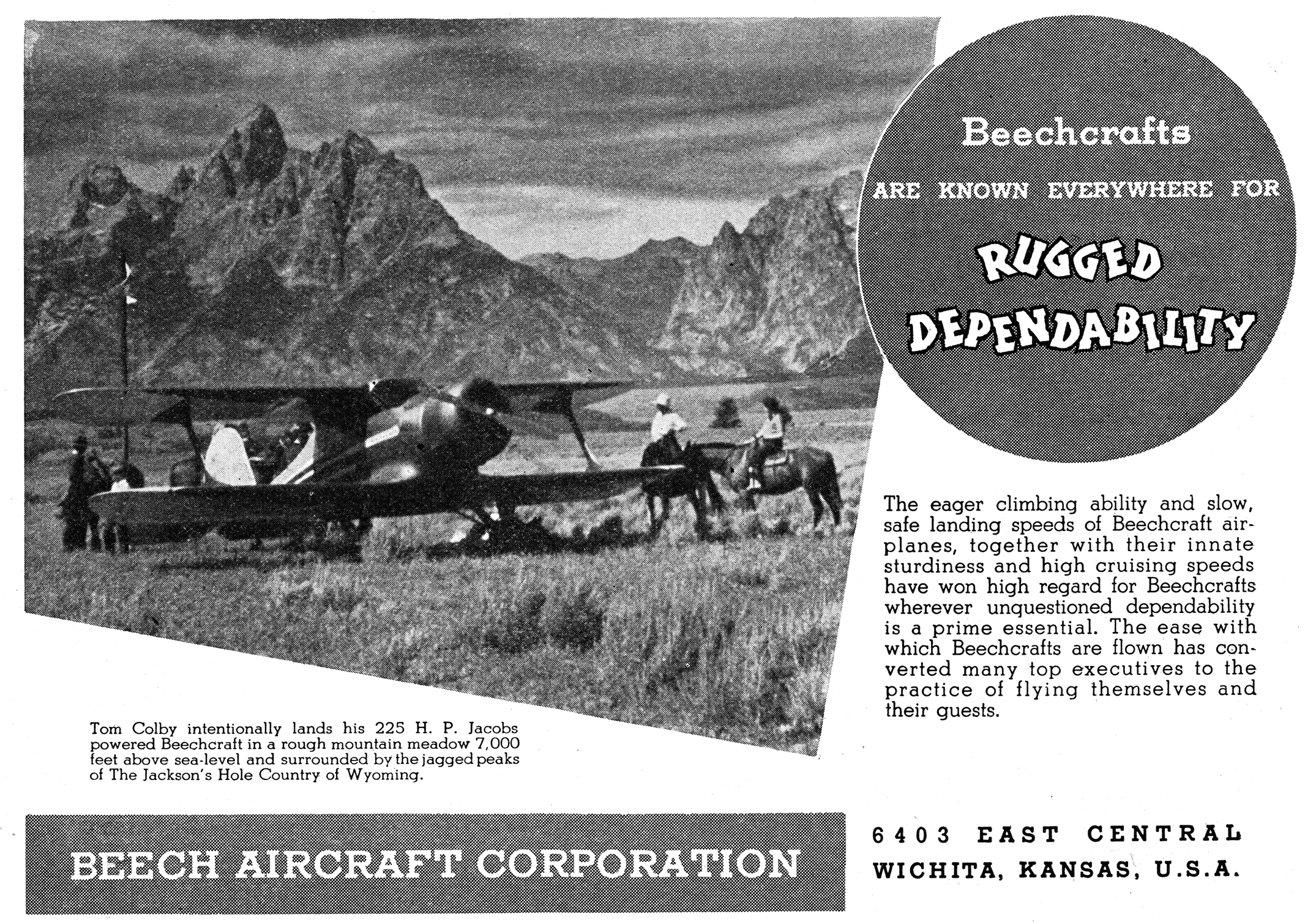
Anunci del Model 17 Staggerwing, 1937

Després de la guerra, el Staggerwing va ser reemplaçat pel revolucionari Beechcraft Bonanza amb un disseny de cua molt distintiu en forma de V. Potser l'aeronau més coneguda de Beechcraft, el monomotor Bonanza ha estat fabricat en diferents models des de 1947. El Bonanza és l'avió que s'ha produït durant més anys del món. Una altra aeronau important és el bimotor turbohèlix King Air/Super King Air, en producció des de 1964, el Baron, una variant de dos motors del Bonanza, i el Beechcraft Model 18, inicialment un transport empresarial i avió regional de finals de la dècada dels 30 fins als anys 60,què encara és actiu com a transport de càrrega.
El 1980, Raytheon Company va comprar Beechcraft i el 1994 la va fusionar amb la línia de producció de Hawker, què havia comprat el 1993 a British Aerospace, formant Raytheon Aircraft Company. L'any 2002, la marca Beechcraft va ser reviscuda per designar els avions produïts a la planta de Wichita. El 2006, Raytheon va vendre Raytheon Aircrafr a Goldman Sachs que va crear Hawker Beechcraft. Des de la seva creació, Beechcraft ha estat situada a Wichita, Kansas, on també es troba la seu del seu principal competidor Cessna, i on va iniciar la seva activitat Learjet i Stearman Aircraft, qui va fabricar molt avions d'entrenament utilitzats durant la Segona Guerra Mundial.
Quan Hawker Beechcraft va entrar en fallida, el 3 de maig de 2012 va acabar apareixent com una nova entitat el 16 de febrer de 2013, Beechcraft Corporation. La nova companyia, molt més petita, produirà la línia d'avionetes King Air i els entrenadors militars T-6 i AT-6, així com el Bonanza i el Baron.
El 26 de desembre de 2013, Textron va comprar Beechcraft per fusionar-la amb Cessna i formar una nova empresa, Textron Aviation, per la construcció d'avions utilitaris, mantenint les marques comercials Cessna i Beechcraft

## Llistat d'aeronaus

### Avions civils

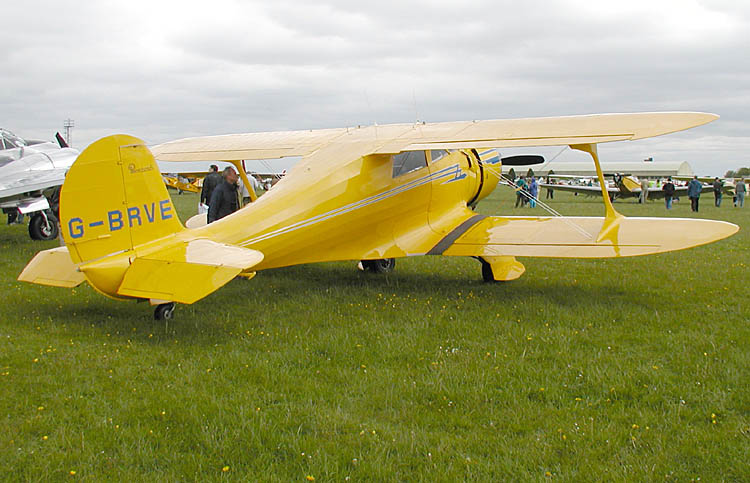
1943 Beech D.17S Staggerwing

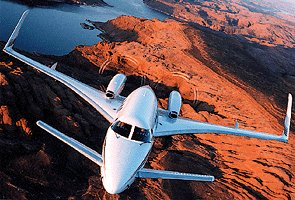
Beechcraft Model 2000 Starship

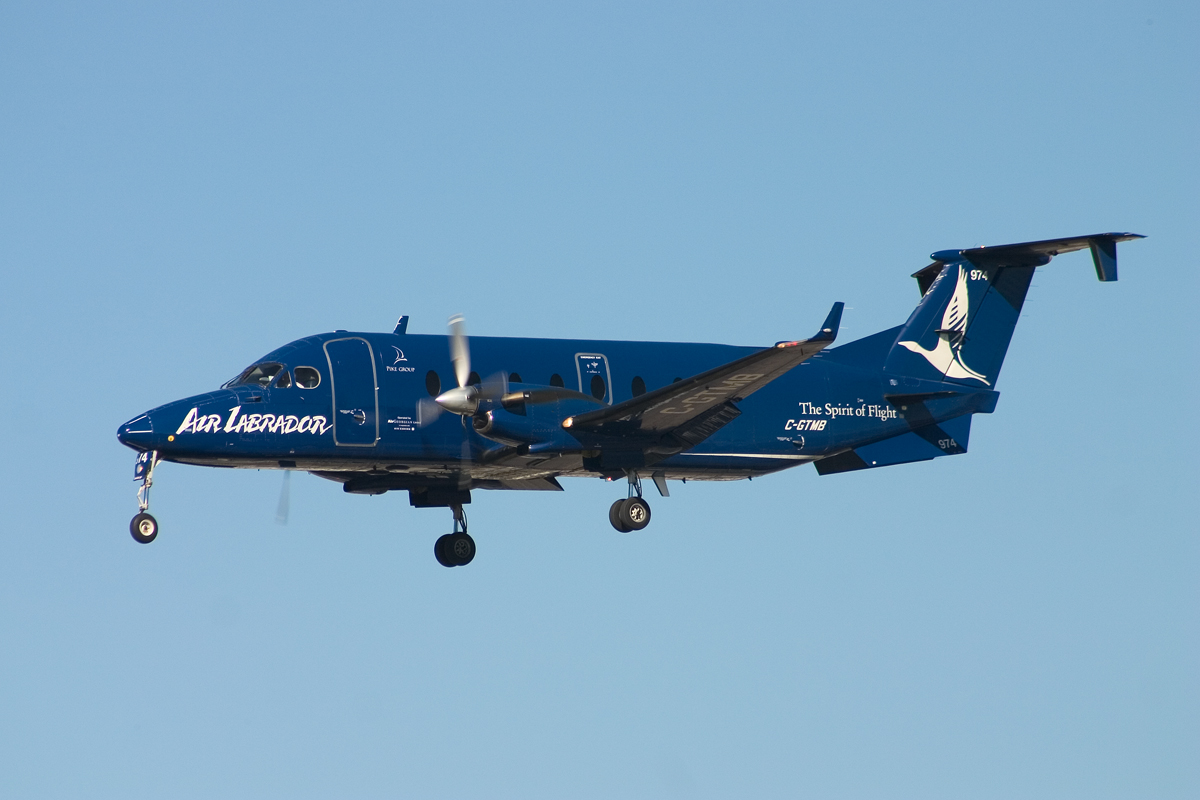
Beechcraft 1900D.

- Beechcraft Model 16: Monomotor fabricada completament en metall. No va arribar a ser construït en sèrie.
- Beechcraft Model 17 Staggerwing: Monomotor construït en tela
- Beechcraft Model 18 Twin Beech: Bimotor metàl·lic
- Beechcraft Model 19 Sport: monomotor esportiu metàl·lic amb tren d'aterratge de tricicle
- Beechcraft Model 23 Musketeer i Sundowner: Monomotor metàl·lic
- Beechcraft Model 24 Sierra: Desenvolupament del Musketeer
- Beechcraft Model 34 Twin Quad: Prototipus d'avió de línia petit. L'aeronau més gran construïda per Beechcraft
- Model 33 Debonair Desenvolupament del Bonanza, amb empenatge convencional
- Model 35 Bonanza Monomotor amb empenatge en forma de V
- Model 36 Bonanza Monomotor amb empenatge convencional
- Model 39P Lightning: Prototipus experimental d'aernau amb turbopropulsors.
- Beechcraft Model 40: Un Bonanza amb dos motors. Només se'n va produir un.
- Model 45 Bonanza: Denominació civil per l'avió militar T-34 Mentor.
- Model 50 Twin Bonanza: Avió utilitari bimotor. Malgrat el seu nom no va ser un desenvolupament del Bonanza
- Models 55, 56, i 58 Baron: Avió utilitari bimotor d'alt rendiment. Derivat del Trvel Air Model 95. El Model 58 amb el buc derivat del Model 36 Bonanza
- Model 60 Duke: Bimotor d'alt rendiment.
- Models 65, 70, 80, i 88 Queen Air: Bimotor de transport, derivada del Twin Bonanza
- Model 76 Duchess: Bimotor derivat del Musketeer.
- Model 77 Skipper: Monomotor biplaça d'entrenament primari amb tren d'aterratge fix.
- Models 90 i 100 King Air: Aeronau de transport bimotor turbohèlix desenvolupada a partir del Queen Air
- Models 200 i 300 (Super) King Air: Desenvolupament del King Air.
- Model 95 Travel Air: Bimotor desenvolupat a partir del Model 33
- Model 99 Airliner: Bimotor amb turbopropulsors derivat del Queen Air.
- Model 390 Premier: Aeronau utilitària amb dos motors turboventiladors.
- Model 400 Beechjet Aeronau utilitària amb dos motors turboventiladors, inicialment dissenyat i fabricat per Mitsubishi.
- Model 1900 Airliner: Avió bimotor amb turbohèlix desenvolupat a partir del Super King Air.
- Model 2000 Starship Bimotor turbohèlix amb configuració de canard hèlices propulsores.

### Avions militars
- Beechcraft UC-43 Traveler.

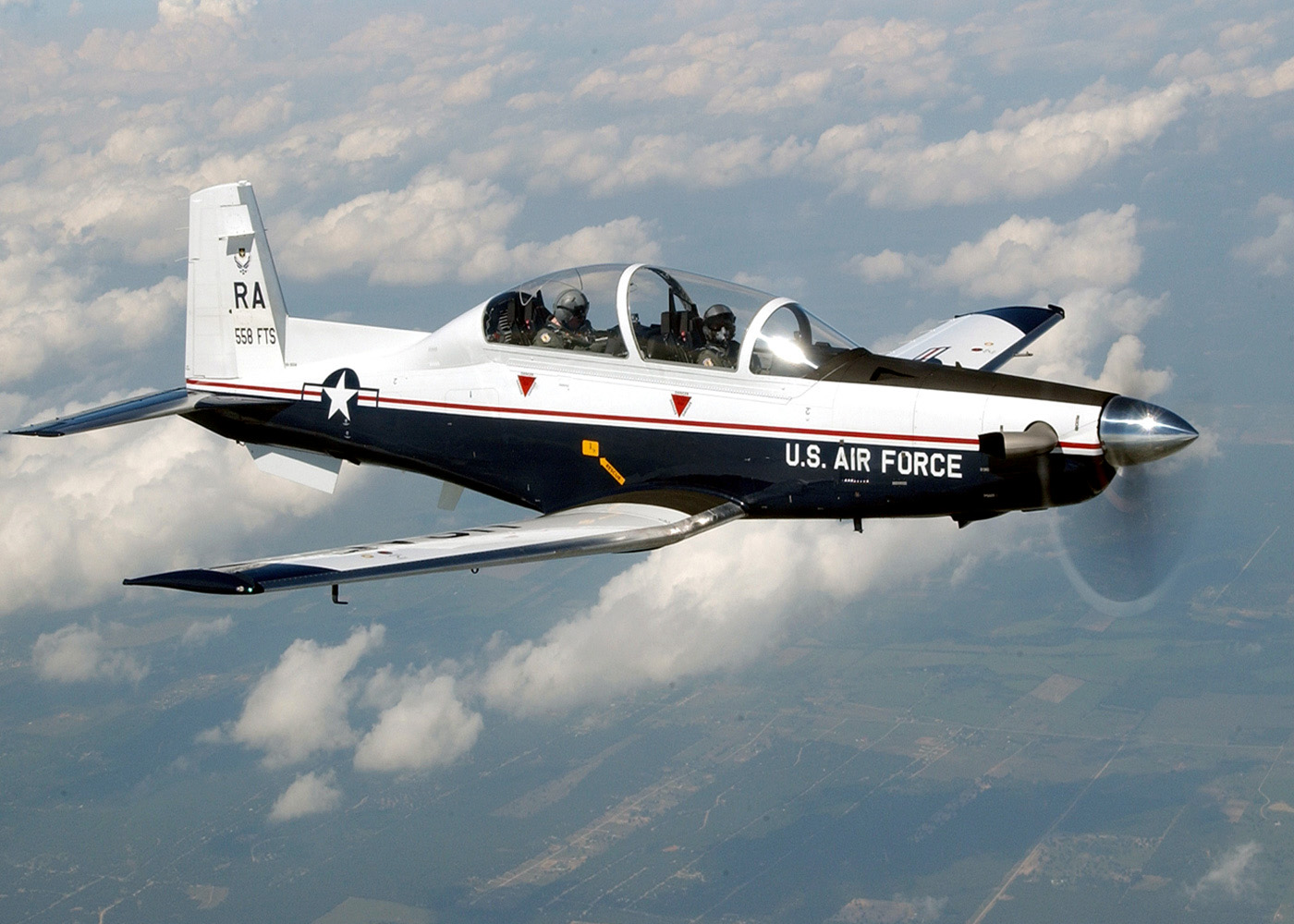
USAF T-6 Texan II

- Beechcraft AT-7 Navigator/C-45/UC-45/CT-128 Expeditor: Model 18 construït per l'Exèrcit amb modificacions menors.
- Beechcraft AT-11 Kansan: Derivat militar del Model 18 per entrenar bombarders i artillers.
- Beechcraft CT-134 Musketeer: Derivats militars canadencs de la sèrie Musketeer/Sundowner.
- Beechcraft AT-10 Wichita: Avió bimotor d'entrenament construït principalment de fusta.
- Beechcraft XA-38 Grizzly: Prototipus bimotor d'aeronau d'atac, 1944.
- Beechcraft T-34 Mentor & T-34C Turbine Mentor: monomotor biplaça d'entrenament inspirat en el Bonanza de cua recta.
- Beechcraft XT-36: Aeronau de transport i entrenament cancel·lada.
- Beechcraft L-23 Seminole
- Beechcraft T-42 Cochise
- Beechcraft Model 73 Jet Mentor: Prototipus amb motor jet biplaça en tàndem d'entrenament.
- C-6 Ute/U-21 Ute
- Beechcraft C-12 Huron
- Beechcraft T-1A Jayhawk: Versió militar del Model 400 utilitzat com a entrenador per pilots d'aeronau gran a l'exèrcit dels Estats Units.
- Beechcraft T-6 Texan II: Redisseny del Pilatus PC-9 amb turbohèlix.

### Altres productes
- Beechcraft Plainsman: Prototipus d'automòbil de després de la Segona Guerra Mundial. Va ser cancel·lat.
- Beechcraft AQM-37 Jayhawk: Dron llençat des de l'aire amb un sol motor-coet.
- Beechcraft MQM-61: Dron amb motor de dos temps.
- Beechcraft MQM-107 Streaker: Dron

## Instal·lacions
El Beech Factory Airport compta amb les oficines centrals, la fàbrica, i una pista pels vols de prova.